# Ceramida jiennensis
Ceramida jiennensis är en skalbaggsart som beskrevs av Sánchez , Pérez, Cabrera, Romo, Cortázar, Pla och Ló. Ceramida jiennensis ingår i släktet Ceramida och familjen Melolonthidae. Inga underarter finns listade.